# 宮崎重敏
宮崎 重敏（みやざき しげとし、? - 1942年（昭和17年）8月7日）は、は、大日本海軍の大佐で、ガダルカナル島の戦いの最中死亡した。
1941年(昭和11年)12月から、マキンのギルバート諸島の支配を任せられていた。
彼は、ガダルカナルの戦いの間、横浜海軍航空隊の司令官であった。 彼の部隊は、ガダルカナル島周辺のツラギ島を拠点としていた。だが、アメリカ軍が侵攻してきたため、航空防衛に徹するようになった。ガダルカナル島の司令官であった百武晴吉陸軍中将と親しく、ニューギニアの戦いの支援のために、ルンガ地方のヘンダーソン平野に飛行場を建てる計画を建てることを認めてもらった。1942年(昭和12年)５月１８日、ガダルカナル島のルンガ平野を視察をし、三菱の一式陸攻の拠点となる飛行場を設営する地としてふさわしいと判断した。
1942年(昭和17年)5月27日に、彼と技術者たちは、飛行場を作るために、ルンガ地方で、雑草をなくすために、野焼きをした。8月7日に、アメリカ軍がガダルカナルに侵攻し始め、海上の敵に対応しなけばならなかった。そのため、ニューブリテンにいた山田定義に、日本軍は、最後の一人まで戦い、機密文書を燃やすという旨を伝えた。彼の最期は、アメリカ海兵隊によって射殺された。 
from the Dead: Guadalcanal - A Historical Novel